# Haukilampi (sjö i Salla, Lappland, Finland)
Haukilampi är en sjö i Finland. Den ligger i kommunen Salla i landskapet Lappland, i den norra delen av landet, 700 km norr om huvudstaden Helsingfors. Haukilampi ligger 252 meter över havet. Arean är 17,1 hektar och strandlinjen är 2,27 kilometer lång. Sjön  ingår i Kemi älvs huvudavrinningsområde. 